# Khairang (Bhojpur)
Khairang (nepalski: खैराङ) – gaun wikas samiti we wschodniej części Nepalu w strefie Kośi w dystrykcie Bhojpur. Według nepalskiego spisu powszechnego z 2001 roku liczył on 601 gospodarstw domowych i 3209 mieszkańców (1657 kobiet i 1552 mężczyzn).